# اسرائیل کنول
اسرائیل کنول (عبری: ישראל קנוהל‎؛ زادهٔ ۱۳ مارس ۱۹۵۲) مورخ و پژوهشگر کتاب مقدس اهل اسرائیل و استاد در دانشگاه عبری اورشلیم است.